# Phloeosinus thujae thujae
Phloeosinus thujae thujae é uma subespécie de insetos coleópteros polífagos pertencente à família Curculionidae.
A autoridade científica da subespécie é Perris, tendo sido descrita no ano de 1855.
Trata-se de uma subespécie presente no território português.